# Mel Lisboa
Mel Lisboa Alves (n. 17 ianuarie 1982) este o actriță braziliană.
Debutul ca actor a fost în 2001, când a jucat în miniseria de Rede Globo, Presença de Anita, un tanar misterios și seducător.
Mel căsătorit muzician Felipe Rosseno. Cuplul a fost împreună de atunci și au doi copii.